# Acte d'Accord

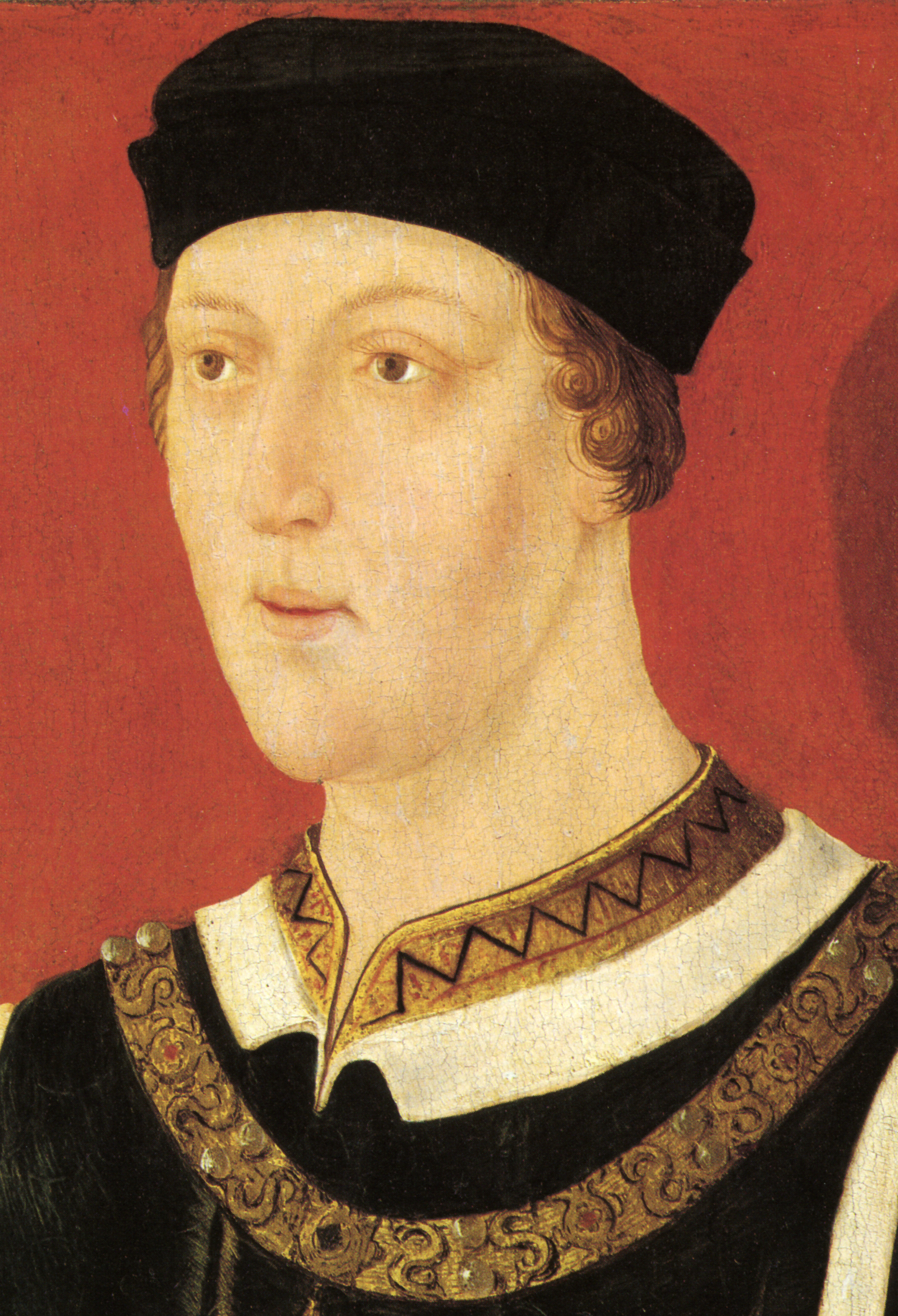
Le roi d'Angleterre Henri VI.

L'Acte d'Accord est une transaction rédigée par le Parlement d'Angleterre le 25 octobre 1460, par laquelle le roi Henri VI d'Angleterre, capturé par Richard d'York à la bataille de Northampton, reconnaît son adversaire, et ses fils après lui, comme ses successeurs sur le trône d'Angleterre,. 
Loin de mettre fin à la guerre des Deux-Roses, cet arrangement est considéré comme inacceptable par la reine et consort d'Henri Marguerite d'Anjou (car il déshérite leur fils Édouard de Westminster), ainsi que par la majorité des partisans de la Maison de Lancastre. La guerre se poursuit et Richard d'York est tué deux mois plus tard à la bataille de Wakefield, son fils Édouard prenant la tête de la Maison d'York.